# Salto di Tiberio

Il salto di Tiberio e la torre del Faro in una cartolina del Novecento.

Lo strapiombo del salto di Tiberio.

Il cosiddetto salto di Tiberio, conosciuto anche come salto, oppure, in forma più antica, come salto di Timberio, è un precipizio a picco sul mare, alto circa 297 metri sul livello del mare, situato sul versante nord-orientale dell'isola di Capri, nei pressi di villa Jovis.

## Storia
Secondo una leggenda, l'imperatore romano Tiberio, che venne a soggiornare nell'isola dal 27 al 37, avrebbe fatto gettare nello strapiombo i condannati: dopo essere precipitati nel mar Tirreno, sarebbero stati percossi con remi e bastoni da una squadra di marinai, fino alla morte.
La vicenda è citata in un'opera dello scrittore romano Svetonio, che riporta:
(Svetonio, Vite dei Cesari. Tiberio)
La leggenda è stata confutata più volte, dimostrando che un corpo lanciato da un'altezza pari a circa 300 m non cadrebbe direttamente nello specchio di mare sottostante, ma finirebbe per schiantarsi sulle rocce incontrate lungo la caduta. Anche Maxime Du Camp, scrittore francese dell'Ottocento, sfatò la leggenda, provando a lanciare nello strapiombo dei sassi di varie forme e dimensioni, che si infransero sempre sulla roccia e non raggiunsero mai il mare.